# Francesca Mills
Francesca Mills (1996 ou 1997) est une actrice britannique. 

## Filmographie

### Cinéma
- 2016 : Zoolander 2

### Télévision
- 2022 : The Witcher : L'Héritage du sang
- 2022 : Pistol